# شوراق غل
شوراق‌ غل هي قرية في مقاطعة ماكو، إيران. يقدر عدد سكانها بـ 184 نسمة بحسب إحصاء 2016.